# François Diday

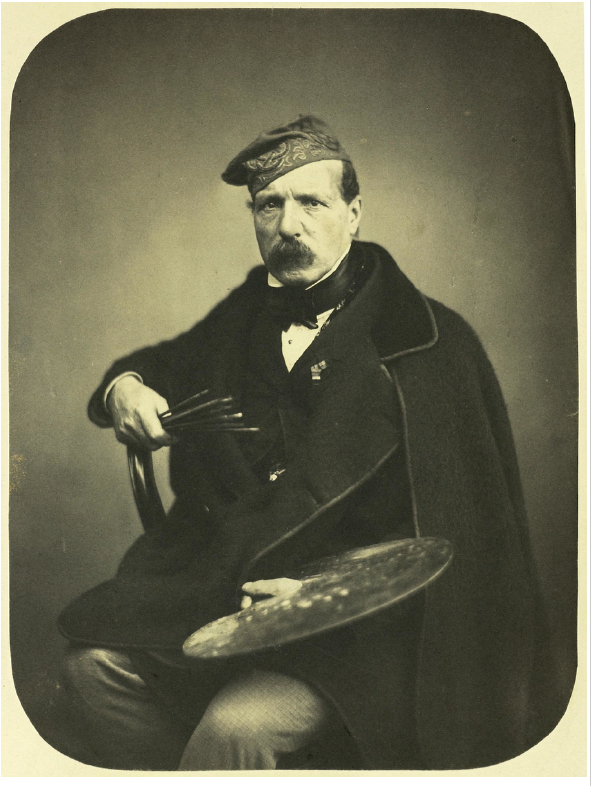
Photo von 1859, aus den Sammlungen der Bibliothek von Genf

François Diday (* 12. Februar 1802 in Genf; † 28. November 1877 ebenda) war ein Schweizer Maler.

## Leben
François Diday erhielt 1813 bis 1816 Zeichenunterricht in der Klasse Louis-Théodore Constantin-Hiertzeler und anschließend an der Kunstschule der Societe des Arts in Genf. Er verkaufte kolorierte Ansichten an Touristen und Händler. 1818/19 unternahm er eine Reise durch dies Schweiz und Savoyen. 1823 war er einige Monate im Atelier von Antoine Jean Gros in Paris tätig und liess sich dann in seiner Vaterstadt nieder, wo er 1823 auch sein Debüt im Salon der Genfer Societe des Arts hatte. Er spezialisierte sich auf die Darstellung der Schweizer Alpenlandschaft. Seine Bilder zeichnen sich durch „großartige Auffassung, Wahrheit der Darstellung und treffliches Kolorit“ aus. Dies kennzeichnet ihn als Vertreter der Übergangszeit von der Romantik zum Naturalismus.
Er war u. a. der Lehrer von Alexandre Calame, Charles Giron, Charles-Samuel Delapeine und Charles Vuillermet.

## Galerie

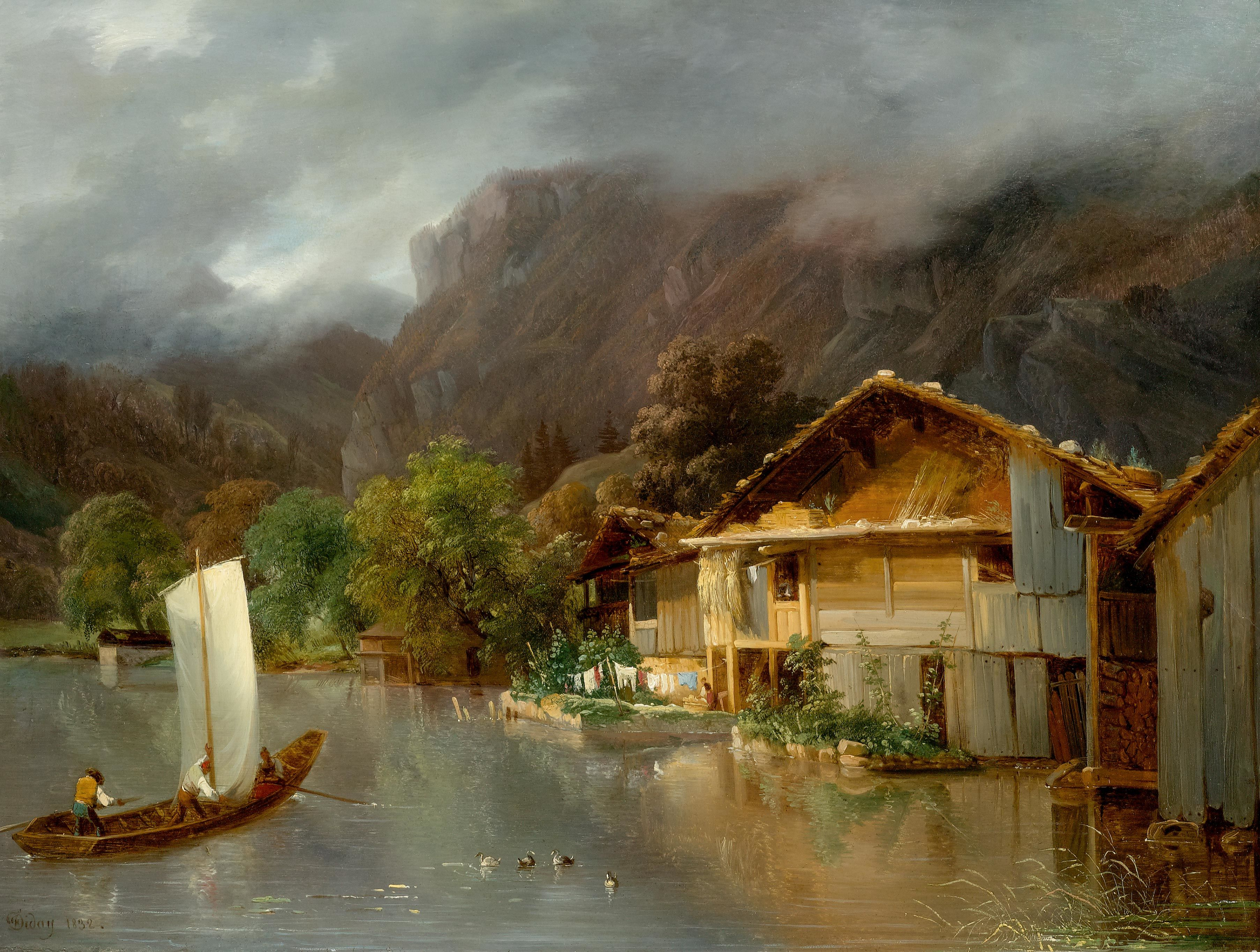
Haus am Brienzersee mit Schiff und Enten, Öl auf Leinwand, 1832
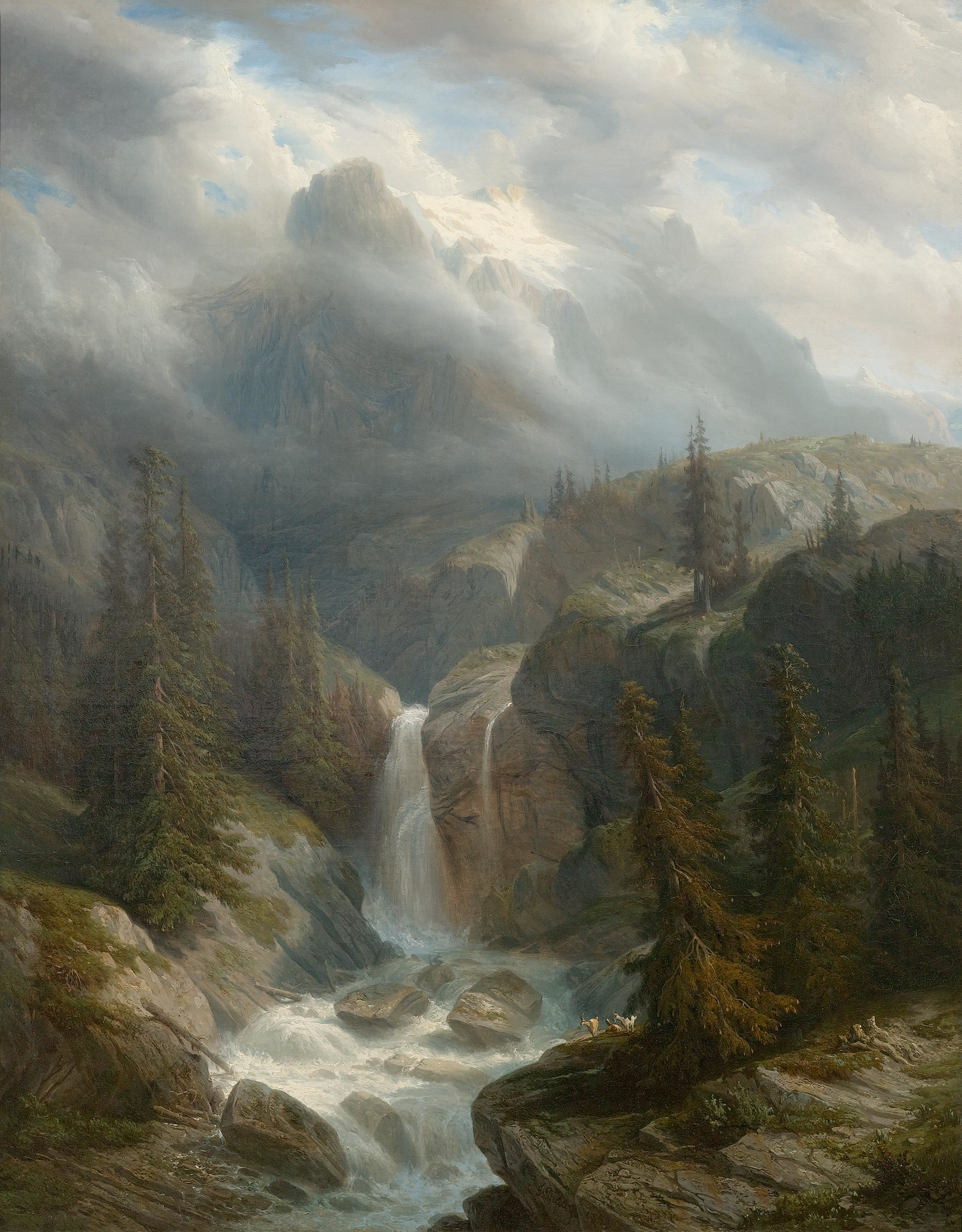
Rosenlauf bei Meiringen, Öl auf Leinwand, 1853
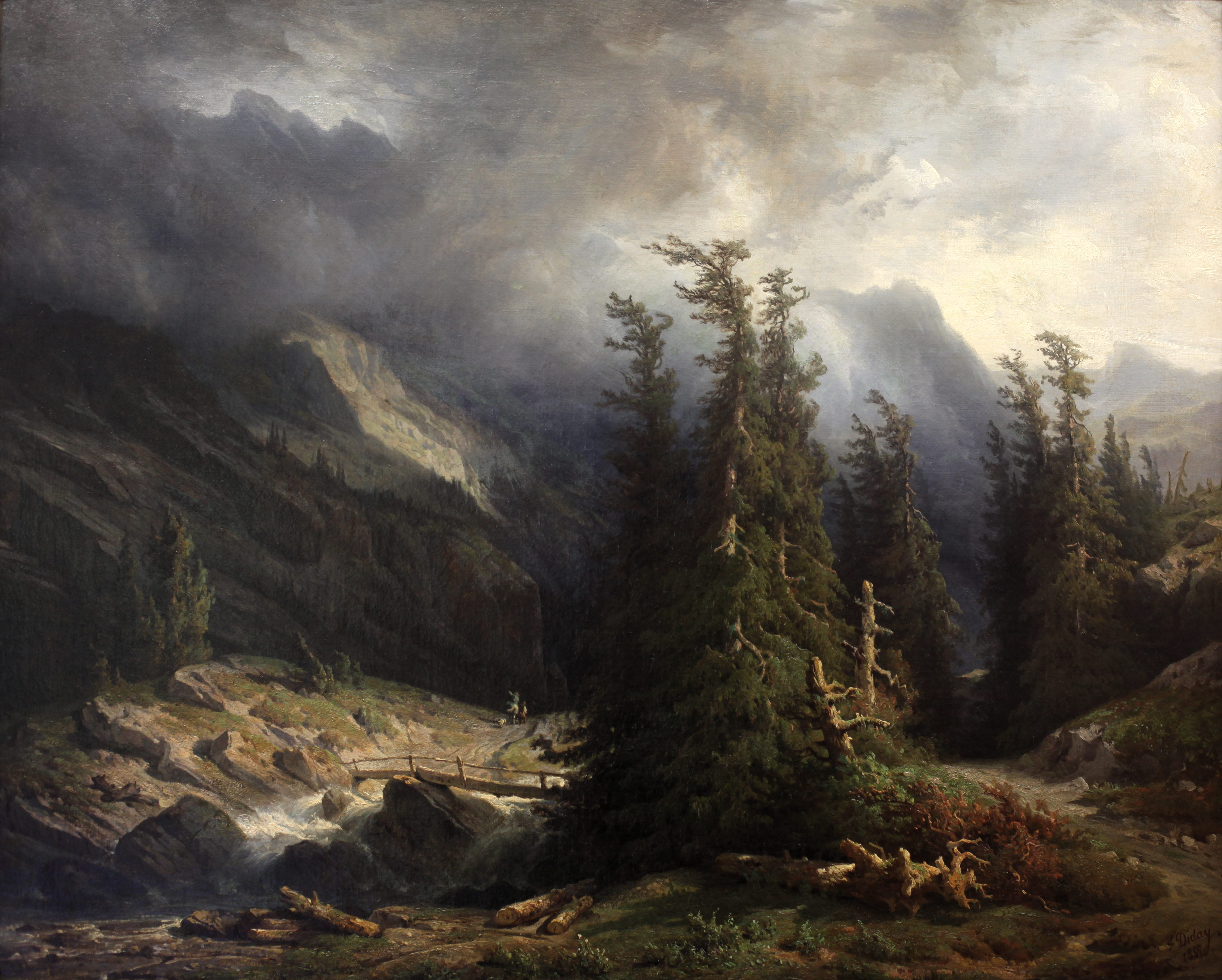
Der Pfad vom Grimsel zur Handeck, Öl auf Leinwand, 1855
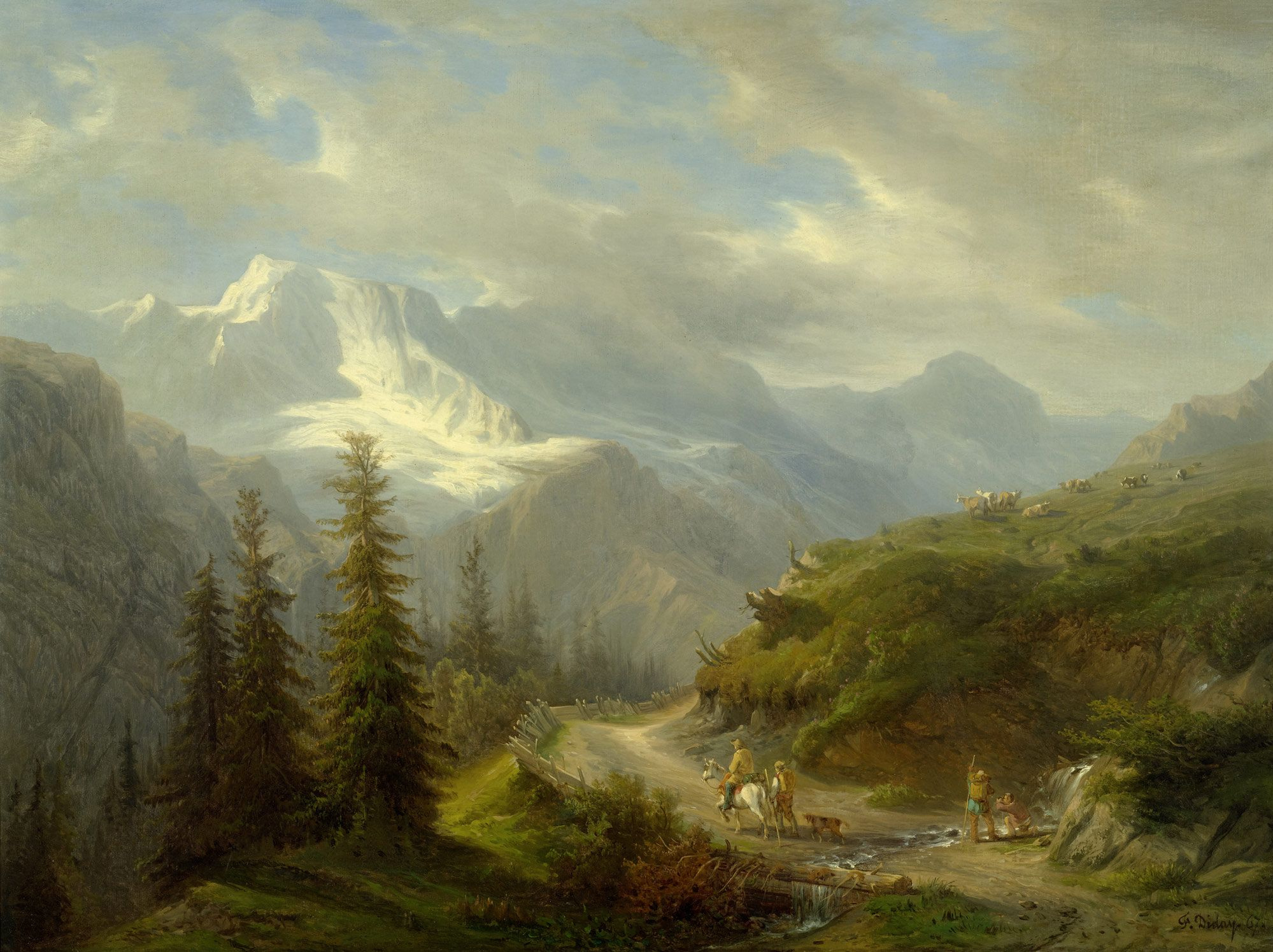
Blick von Mürren gegen die Ebenefluh, Öl auf Leinwand, 1867